# Городское поселение «Посёлок Воротынск»
Городско́е поселе́ние «Посёлок Воротынск» — муниципальное образование в Бабынинском районе Калужской области Российской Федерации.
Административный центр — посёлок Воротынск.

## История
В июле 1924 года создание поселкового Воротынского сельского совета, в который входили: станционный посёлок Воротынск, деревни Уколовка, Харское, Доропоново.
Статус и границы городского поселения установлены Законом Калужской области от 28 декабря 2004 года № 7-ОЗ «Об установлении границ муниципальных образований, расположенных на территории административно-территориальных единиц "Бабынинский район", "Боровский район", "Дзержинский район", "Жиздринский район", "Жуковский район", "Износковский район", "Козельский район", "Малоярославецкий район", "Мосальский район", "Ферзиковский район", "Хвастовичский район", "Город Калуга", "Город Обнинск", и наделении их статусом городского поселения, сельского поселения, городского округа, муниципального района».

## Население
| 2010    | 2011    | 2012    | 2013    | 2014    | 2015    | 2016    |
| ------- | ------- | ------- | ------- | ------- | ------- | ------- |
| 11 519  | ↘11 288 | ↗11 305 | ↘11 164 | ↘10 993 | ↘10 725 | ↘10 617 |
| 2017    | 2018    | 2019    | 2020    | 2021    | 2023    |         |
| ↗10 664 | ↘10 482 | ↗10 483 | ↘10 463 | ↗11 023 | ↘10 916 |         |

## Состав городского поселения
| № | Населённый пункт | Тип населённого пункта          | Население |
| - | ---------------- | ------------------------------- | --------- |
| 1 | Воротынск        | посёлок, административный центр | ↘10 566   |
| 2 | Доропоново       | деревня                         | ↗21       |
| 3 | Кумовское        | село                            | ↘169      |
| 4 | Рындино          | деревня                         | ↘9        |
| 5 | Уколовка         | деревня                         | ↗11       |
| 6 | Харское          | деревня                         | ↗17       |
| 7 | Шейная Гора      | деревня                         | ↘4        |